# Comrie (cráter)

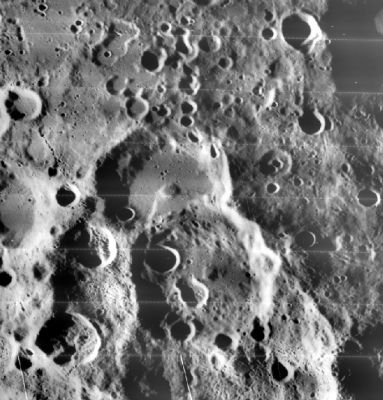
Imagen del Lunar Orbiter

Comrie es un cráter de impacto que se encuentra en la zona accidentada de la cara oculta de la Luna, más allá de la extremidad occidental. Cráteres cercanos son Ohm al sursudoeste, Shternberg al suroeste, y Parenago al noreste.
Es el elemento central de una formación de tres cráteres conectados. Un cráter ligeramente más pequeño se une al extremo norte, compartiendo un borde recto. Este cráter se sitúa también a través de la parte norte de un cráter mayor muy desgastado localizado hacia el sur, y muy poco del borde de Comrie sobrevive a lo largo de su lado sur. El resto del borde está desgastado y erosionado.
En el interior del cráter, un pequeño impacto se encuentra cerca del borde del noroeste, otro cráter más pequeño apenas al sudoeste del punto medio, y un cráter aún menor aparece en el borde suroeste. Presenta una cresta central baja en su punto medio. La mitad oriental del suelo interior es algo irregular, pero contiene sólo unos pocos cráteres minúsculos. Marcas del sistema radial de Ohm atraviesan el interior de Comrie, sobre todo en su mitad occidental.

## Cráteres satélite
Por convención estos elementos son identificados en los mapas lunares poniendo la letra en el lado del punto medio del cráter que está más cerca de Comrie.
|        | \| Comrie \| Coordenadas \| Diámetro \| \| ------ \| ------------------------------- \| -------- \| \| K \| 22°06′N 112°18′O / 22.1, -112.3 \| 73 km \| \| T \| 23°06′N 115°18′O / 23.1, -115.3 \| 43 km \| \| V \| 24°36′N 115°54′O / 24.6, -115.9 \| 29 km \| |          |
| Comrie | Coordenadas | Diámetro |
| K      | 22°06′N 112°18′O / 22.1, -112.3 | 73 km    |
| T      | 23°06′N 115°18′O / 23.1, -115.3 | 43 km    |
| V      | 24°36′N 115°54′O / 24.6, -115.9 | 29 km    |